# (269) Justícia
(269) Justitia és un asteroide pertanyent al cinturó d'asteroides descobert el 21 de setembre de 1887 per Johann Palisa des de l'observatori de Viena, Àustria.
Està nomenat així per la deessa romana de la justícia.